# Rosalba Forciniti
Rosalba Forciniti (ur. 13 lutego 1986) – włoska judoczka, brązowa medalistka olimpijska z Londynu.
Walczy w kategorii do 52 kilogramów i to w niej sięgnęła po medal olimpijski. Zawody w 2012 były jej pierwszymi igrzyskami olimpijskimi. Zdobyła dwa medale na mistrzostwach Europy w 2010: srebro indywidualnie oraz złoto w drużynie.